# 아버지 (1996년 드라마)
《아버지》는 한국방송공사 2TV 특집드라마이다.

## 기획 의도
아버지의 가출을 계기로 아버지의 소중함을 일깨워주는 드라마

## 제작진
- 극본 : 이금림
- 연출 : 염현섭

## 출연진
- 김영애
- 김자옥
- 박근형
- 유혜리
- 한인수